# Carl Sternheim
Carl Sternheim, ursprungligen William Adolph Carl Francke, född 1 april 1878 i Leipzig, död 3 november 1942 i Bryssel, var en tysk dramatiker,  romanförfattare och novellist och en av de stora företrädarna för den tyska expressionismen. Inga av hans berättelser är översatta till svenska (2023), men några av hans pjäser har publicerats i samband med att de spelats på svenska scener och framförts som radioteater.

## Biografi
Carl Sternheim var son till Rosa Marie Flora (född Francke) och bankiren Carl Julius Sternheim. Hans föräldrar gifte sig två år efter att han föddes. Fadern var av judisk börd och hans mor var lutheran från en arbetarfamilj. Sternheim växte upp i Hannover och Berlin. Mellan 1897 och 1902 studerade han filosofi, psykologi och juridik intermittent vid universiteten i München, Göttingen, och Leipzig, men tog  aldrig någon examen. 
År 1900 började han arbeta som frilansande skribent i Weimar, där han träffade och gifte sig med sin första hustru Eugenie Hauth samma år. Deras relation avslutades 1906 och han gifte sig med författaren Thea Löwenstein 1907, med vilken han fick två barn.
Förmögenheten som Thea förde med sig från sin rika fabrikörsfamilj gjorde det möjligt för paret att bygga Schloss Bellemaison i München. Här arbetade Sternheim i sällskap med artister som Mechtilde Lichnowsky, Max Reinhardt, och Frank Wedekind, och byggde upp sin egen konstsamling. I samarbete med Franz Blei lanserade han år 1908 den expressionistiska litteraturtidskriften Hyperion, som bland annat publicerade de första åtta prosaverken av Franz Kafka. Han bidrog också emellanåt till den expressionistiska tidskriften Die Aktion. 

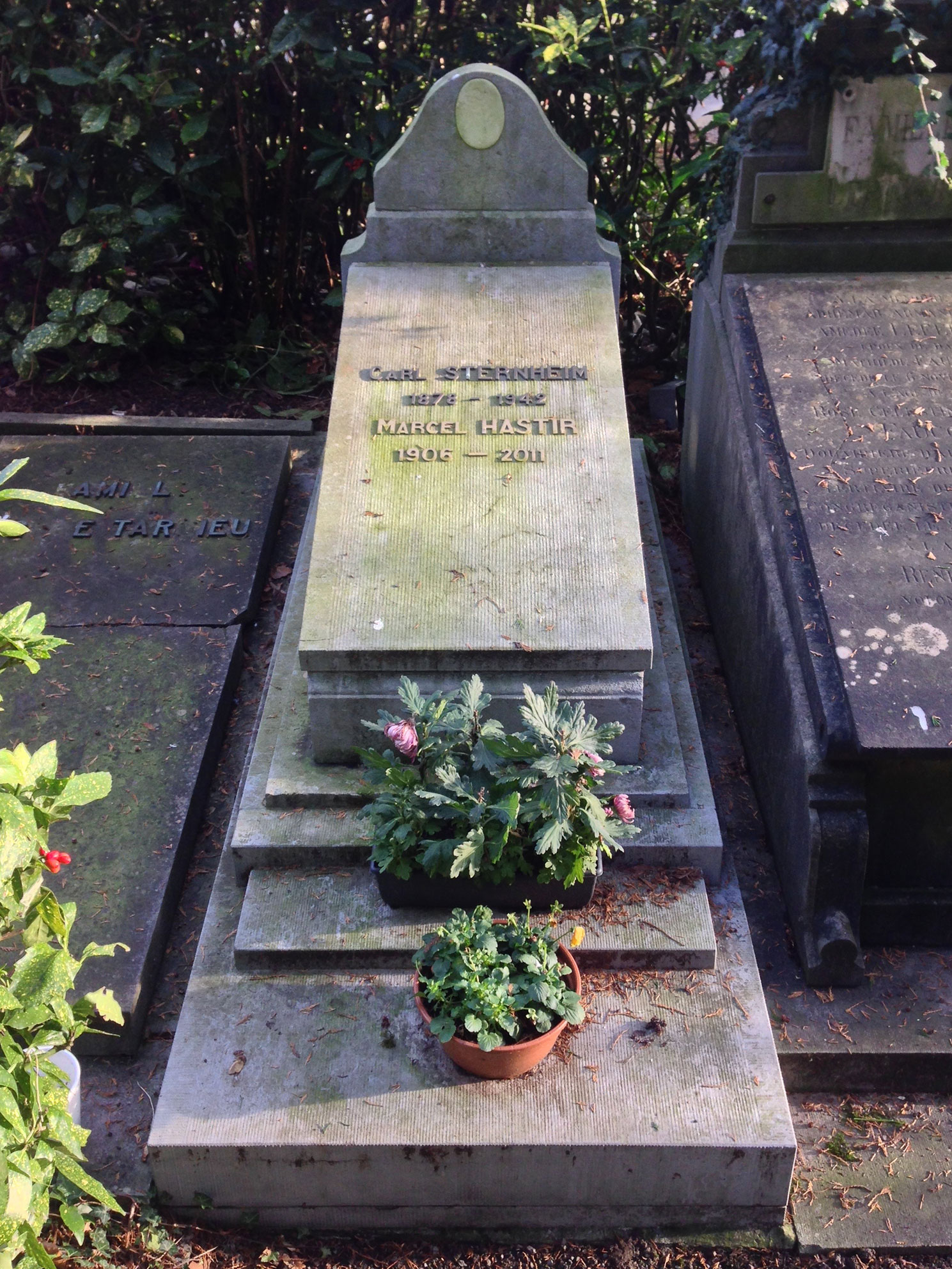

År 1912 flyttade han med sin familj till Belgien och 1918 flydde de striderna i första världskriget och flyttade tillfälligt till St. Moritz och Uttwil i Schweiz. Sternheim och Thea skilde sig 1927. Hans nästa äktenskap, med skådespelerskan och sångerskan Pamela Wedekind, inleddes 1930 och varade fram till 1934, varefter han levde med Henriette Carbonara. Sternheim dog i Ixelles (Bryssel) under andra världskriget.
I Sternheim krets av framstående vänner ingick Gottfried Benn, Carl Einstein, Franz Pfemfert, Walther Rathenau, Ernst Stadler, Hugo von Tschudi, Fritz von Unruh och Otto Vrieslander. År 1915 presenterade han prispengarna för Fontanepriset till den då i stort sett okända Franz Kafka. De nazistiska myndigheterna förbjöd Sternheim att arbeta, inte bara på grund av hans delvis judiska härkomst, utan också på grund av hans vilda satiriska angrepp på den upplevda moraliska korruptionen inom den tyska borgarklassen. Dramacykeln Aus dem bürgerlichen Heldenleben (1911–1922) tillhörde den "otyska" litteratur som brändes offentligt under bokbålen i Nazityskland 1933.
Sternheim sägs vara den som göms bakom Theophil Marder i Klaus Manns bok Mefisto, där Sterheims fru Pamela Wedekind i så fall är romanfiguren Nicoletta von Niebuhr.